# سازمان نهضت سوادآموزی
سازمان نهضت سوادآموزی ایران یک سازمان دولتی ایرانی است که در سال ۱۳۵۸ به دستور سید روح‌الله خمینی و به منظور آموزش خواندن و نوشتن به بزرگسالان و نیز کودکانی که به مدرسه دسترسی ندارند (مناطق محروم) تشکیل گردید.

## تاریخچه
سازمان‌های زیر تاکنون با هدف سوادآموزی به بزرگسالان در ایران فعالیت نموده‌اند:
1. سازمان تعلیمات اکابر (۱۳۲۰–۱۳۱۵)
2. سازمان آموزش سالمندان (۱۳۳۵–۱۳۳۲)
3. سازمان آموزش بزرگسالان (۱۳۴۳–۱۳۳۵)
4. کمیته ملی پیکار جهانی با بی‌سوادی (۱۳۵۵–۱۳۴۳)
5. سازمان جهاد ملی سوادآموزی (۱۳۵۷–۱۳۵۵)
6. نهضت سوادآموزی (۱۳۵۸ تاکنون)

## افتتاح
سازمان نهضت سوادآموزی در هفتم دی ماه سال ۱۳۵۸ با هدف باسواد کردن خیل عظیم بی‌سوادان کشور تشکیل شد. این سازمان از سال ۱۳۵۹ تا سال ۱۳۶۳ زیر نظر شورای نهضت سوادآموزی فعالیت می‌کرد. هیئت وزیران در جلسه مورخ ۳ بهمن ۱۳۶۳ تشکیلات اداری سوادآموزی را تصویب نمود، بر این اساس نهضت سوادآموزی برای اجرای وظایف خود در اساسنامه دارای سطوح تشکیلاتی حوزه مرکزی و خارج از مرکز بود.
در ۷ دی ۱۳۵۸ سازمان نهضت سوادآموزی با فرمان روح‌الله خمینی تشکیل شد این سازمان تا سه سال به صورت شورایی اداره می‌شد تا سرانجام محسن قرائتی به ریاست آن منصوب گردید.
متن پیام روح‌الله خمینی به این شرح است:

بسم الله الرحمن الرحیم

ن و القلم و ما یسطرون

ملت شریف ایران می‌دانید که در رژیم گذشته آنچه بر ملت مبارز ایران سایه افکنده بود، علاوه بر دیکتاتوری و ظلم، تبلیغات بی محتوا و هیچ را همه چیز جلوه دادن بود. ملتی که در همه ابعاد از حوایج اولیه محروم بود وانمود می‌شد که در اوج ترقی است. از جمله حوایج اولیه برای هر ملت در ردیف بهداشت و مسکن بلکه مهمتر از آنها، آموزش برای همگان است. مع‌الاسف کشور ما وارث ملتی است که از این نعمت بزرگ در رژیم سابق محروم و اکثر افراد کشور ما از نوشتن و خواندن برخوردار نیستند چه رسد به آموزش عالی. مایه بس خجلت است که در کشوری که مهد علم و ادب بوده و در سایه اسلام زندگی می‌کند که طلب علم را فریضه دانسته‌است، از نوشتن و خواندن محروم باشد. ما باید در برنامه درازمدت فرهنگ وابسته کشورمان را به فرهنگ مستقل و خودکفا تبدیل کنیم و اکنون بدون از دست دادن وقت و بدون تشریفات خسته‌کننده برای مبارزه با بی‌سوادی به‌طور ضربتی و بسیج عمومی قیام کنیم تا ان شاء الله در آینده نزدیک هر کس نوشتن و خواندن ابتدایی را آموخته باشد. برای این امر لازم است تمام بی سوادان برای یادگیری و تمام خواهران و برادران باسواد برای یاد دادن بپاخیزند و وزارت آموزش و پرورش با تمام امکانات به پا خیزد و از قرطاس بازی و تشریفات اداری بپرهیزد. برادران و خواهران ایمانی! برای رفع این نقیصه دردآور بسیج شوید و ریشه این نقص را از بن برکنید. تعلیم و تعلم عبادتی است که خداوند تبارک و تعالی ما را بر آن دعوت فرموده‌است. ائمه جماعات شهرستان‌ها و روستاها مردم را دعوت نمایند و در مساجد و تکایا باسوادان نوشتن و خواندند را به خواهران و برادران خود یاد دهند و منتظر اقدامات دولت نباشند و در منازل شخصی اعضای بی‌سواد را تعلیم کنند و بی‌سوادان از این امر سرپیچی نکنند. من از ملت عزیز امید دارم که با همت والای خود بدون فوت وقت ایران را به صورت مدرسه‌ای درآورند و در هر شب و روز و در اوقات بی‌کاری یکی دو ساعت را صرف این عمل شریف نمایند. بپا خیزید که خداوند متعال با شماست. از خدای تعالی سعادت و سلامت و رفاه ملت شریف را خواستارم؛ و السلام علیکم و رحمه الله و برکاته روح‌الله الموسوی الخمینی هفتم دی ماه ۵۸ مطابق با هشتم صفر ۱۴۰۰ (صحیفه نور، جلد یازده، ص ۱۶۱ مورخه هفتم دی ۱۳۵۸)

## وضعیت کنونی

### ساختار آموزشی
دورهای آموزشی بدو تأسیس تا سال ۱۳۹۰
1. دوره مقدماتی
2. دوره تکمیلی
3. دوره پایانی
4. پنجم

از ۱۳۹۰ تا کنون :
1. دوره سوادآموزی: دوره‌ای است که به منظور دستیابی افراد بزرگسال به حداقل سواد طراحی و اجرا می‌شود (مدت دوره سوادآموزی حداقل ۴۰۰ ساعت است که با توجه به شرایط و مقتضیات محیطی و نیاز مخاطبان به تشخیص سازمان نهضت سوادآموزی حداکثر تا ۵۵۰ ساعت قابل افزایش است).
2. دوره تحکیم سواد: دوره‌ای است که فرصت استمرار و پایداری آموخته‌ها و کاربرد آن را برای کسانی که دوره سوادآموزی را گذرانده و تمایل به ادامه تحصیل ندارند، فراهم می‌سازد.
3. دوره انتقال: دوره‌ای است که فرصت ادامه تحصیل را برای کسانی که دوره سوادآموزی را گذرانده‌اند یا کسانی که فاقد شرایط ادامه تحصیل در نظام آموزش رسمی هستند، فراهم می‌سازد (دوره انتقال شامل ۸۰۰ ساعت آموزش است که ۲۰۰ ساعت آن به صورت خود آموز و غیرحضوری طراحی و اجرا می‌شود)[۸]